# Centro de Alto Rendimiento (Colombia)
El Centro de Alto Rendimiento, ubicado en terrenos del Parque Metropolitano Simón Bolívar y la Villa Olímpica es uno de los mejores escenarios para la preparación deportiva en Latinoamérica, siendo este el objetivo de Coldeportes (Hoy en día Ministerio del Deporte), entidad de carácter nacional encargada del desarrollo deportivo del país y de su administración). El centro se encuentra ubicado en Bogotá, Colombia, específicamente entre las Avenidas Calles 63 y 64 y entre la Transversal 59A y la Carrera 60 con entradas por la Calle 63 (a un costado de la Biblioteca Virgilio Barco y por la Carrera 60 (frente al Centro Deportivo El Salitre).
Este complejo como la ciudad donde se encuentra ubicado, Bogotá, se encuentra localizado a 2.600 metros sobre el nivel del mar. Sus terrenos se escuentran dotados de modernas y cómodas instalaciones para la preparación y el desarrollo deportivo.
Este fue diseñado para darle la oportunidad a los deportistas de contar con facilidades profesionales para el entrenamiento en diferentes disciplinas y además estar asesorados por entrenadores altamente clasificados.
Las principales facilidades de este complejo se listan:
- Piscina Olímpica 50 m y 8 carriles reglamentarios

- 9 canchas de tenis en superficie dura

- 4 canchas para fútbol Reglamentarias

- Pista atlética de 8 carriles

- Zonas Húmedas Sauna, Turco, Jacuzzi

- Sala de masajes para recuperación de deportistas

- Coliseos Múltiples para deportes como voleibol, baloncesto, gimnasia, fútbol de salón, tiro, esgrima, deportes de combate y tenis de mesa

- Otras Instalaciones: Cancha de tiro con arco, Camerinos, Plazoleta de eventos, Cafetería, Zonas Comunes, Salón de reuniones, Enfermería, Zonas de descanso, Oficinas Recepción

Para el año 2009, el Licenciado Jorge Humberto Tenjo Porras, era uno de los dirigentes encargados de este complejo.
El Circuito Colombia, unos de los torneos de tenis más importantes de la especialidad se realizan anualmente entre enero y febrero en este Centro
El complejo está ubicado en la antigua sede del Club de Empleados Oficiales, terreno que también comparte con la sede del IDRD (Instituto Distrital de Recreación y Deporte, entidad encargada de la administración de la gran mayoría de la infraestructura de parques y escenarios de eventos y deportivos de la ciudad y la realización de la ciclovía dominical).